# Fable (videogioco 2004)
Fable è un videogioco action RPG del 2004, sviluppato da Big Blue Box Studios, uno sviluppatore satellite di Lionhead Studios, e pubblicato da Microsoft Game Studios per Xbox e Windows. Si tratta del primo capitolo della celebre saga di videogiochi Fable.

## Trama
Nelle antiche terre di Albion, il pacifico villaggio di Oakvale viene attaccato da un gruppo di banditi. Uno dei pochi sopravvissuti è un ragazzo senza nome (il giocatore) che ha perso il padre Brom, la madre Scarlatta e la sorella Theresa. Viene salvato da un eroe di nome Dedalo. Costui porta il ragazzo alla Gilda degli Eroi, una potentissima organizzazione che ha sede in un enorme monastero, patria di tutti coloro che inseguono la fama e la gloria.
Qui il ragazzo conosce il potente Maestro della Gilda che lo prenderà a cuore e lo farà studiare per diventare un eroe e comprendere appieno le sacre arti della Forza, dell'Abilità e della Volontà.
Durante gli studi conoscerà Sussurro che sarà la sua rivale durante l'apprendistato.
Una volta ottenuto il diploma e il Sigillo della Gilda diviene finalmente un Eroe, e dovrà affrontare molte missioni per trovare la sua strada e decidere se essere un Eroe giusto o uno malvagio e corrotto.

## Modalità di gioco
Fable si basa sull'evoluzione del proprio personaggio sotto due fattori: esperienza e personalità.
Si potrà quindi decidere se essere di allineamento buono o cattivo, ciò però avrà ripercussioni sulla vita e l'aspetto fisico del personaggio (angelo o demone).

### Esperienza
L'esperienza aumenta principalmente con i combattimenti e le missioni. Il giocatore potrà scegliere di eseguire degli attacchi in mischia, attacchi a distanza o attacchi magici; per ogni attacco conseguito, si potranno ottenere dei punti esperienza relativi all'attacco utilizzato. Un attacco con i pugni o con la spada, farà ottenere dei punti forza; un attacco con un arco o con la balestra aumenterà i punti abilità e un attacco magico aggiungerà dei punti volontà. Con la morte del nemico, si potranno raccogliere delle sfere verdi che doneranno dei punti esperienza generici che si potranno sostituire agli altri punti. 
Con i punti esperienza si potranno aumentare le caratteristiche del proprio personaggio che sono:
Forza: Si divide in Fisico, Salute e Resistenza. Il primo indica il danno base degli attacchi in mischia, il secondo la quantità danni che si può sopportare prima di morire ed il terzo il grado della propria difesa. Il livello massimo per ognuno è il settimo.
- Abilità: È costituito da Velocità, Precisione e Astuzia. Il primo indica la rapidità con cui il nostro personaggio si può muovere ed attaccare, il secondo il danno base degli attacchi a distanza ed il grado di errore di tutti gli attacchi, ed il terzo la qualità della modalità furtiva e delle proprie capacità commerciali. Anche qui il massimo è sette

- Volontà: È costituito da Energia Magica, che indica la quantità di Mana Magico che si potrà usare per le magie e da Incantesimi d'Attacco, Incantesimi Fisici ed Incantesimi Ambientali.

- Incantesimi d'Attacco
  - Infiamma: colpisce il suolo incendiando il terreno tutt'attorno.
  - Palla di fuoco: Lancia una sfera infuocata che colpisce l'avversario
  - Carica: Colpisce duramente il nemico con il proprio furore
  - Multiattacco: Triplica il danno del prossimo attacco in mischia
  - Fulmine: Lancia continui attacchi elettrici (disponibile dopo aver completato l'addestramento)
  - Potere Oscuro: invoca gli spiriti nefasti per infierire sui nemici con attacchi oscuri
- Incantesimi Ambientali
  - Spinta: crea un'onda d'urto che scaraventa tutti lontano dall'eroe
  - Rinnegato: controlla la mente di un nemico
  - Rallenta tempo: Rallenta l'azione di tutti eccetto di quella dell'eroe
- Incantesimi Fisici
  - Scudo Corporeo: Tutti gli attacchi che l'eroe subisce, gli faranno perdere punti mana invece che punti vita
  - Ira: aumenta il danno base degli attacchi in mischia
  - Furia assassina: si porta alle spalle dell'avversario e colpisce con il doppio dei danni
  - Guarigione: ottiene punti vita extra
  - Spada eterea: evoca delle spade che tengano occupati gli avversari
  - Multifreccia: triplica i danni degli attacchi a distanza

Per le magie invece il massimo livello è il quarto

### Personalità
La personalità si evolve sotto quattro aspetti: Allineamento, Fama, Fascino e Spavento.
L'allineamento dipende dalle azioni buone o malvagie compiute dal protagonista, come uccidere banditi e collaborare con la legge o attaccare i cittadini e rubare nelle case. Tali azioni si ripercuoteranno sulla reputazione e sull'aspetto, donando al personaggio un'aura angelica in caso compia azioni buone o demoniaca in caso compia azioni malvagie. Un altro modo per marcare il proprio allineamento è la fede: una donazione in oro al tempio di Avo farà diventare più buono il donatore, mentre compiere un sacrificio umano alla cappella di Skorm farà crescere la sua malvagità.

La fama aumenterà portando a termine le missioni. Esse si dividono in tre categorie: Oro, che mandano avanti la storia, Argento, che promettono un po' di soldi e Bronzo, che modificano leggermente l'ambientazione.
Altri elementi che caratterizzeranno la reputazione del protagonista saranno la quantità di case in suo possesso, la quantità di multe ricevute, di negozi acquisiti e la partecipazione ai vari tornei sparsi per Albion come ad esempio la Gara di Calcio al Pollo di Oakvale o il Torneo di Pesca.

## Espansione
Fable: The Lost Chapters è la riedizione per macOS di Fable, pubblicata nell'autunno del 2005 da Feral Interactive.
Rispetto al videogioco originale, The Lost Chapters presenta nuovi contenuti aggiuntivi, tra cui mostri, armi, incantesimi ed armature; anche la storia riceve un ulteriore ampliamento con sedici nuove missioni.

## Fable Anniversary
Nel 2013, per Xbox 360 Lionhead Studios ha annunciato Fable Anniversary, una versione rimasterizzata di Fable: The Lost Chapters. Questa versione presenta grafica e audio revisionati, un nuovo sistema di salvataggio e incorpora un sistema di trofei. Il 13 settembre, Ted Timmins, lead designer del gioco, ha annunciato che la data di uscita del gioco sarebbe stata posticipata a febbraio 2014. Più tardi nello stesso anno, il 12 dicembre 2013, la data di uscita è stata annunciata per il 4 febbraio 2014 in Nord America, il 6 febbraio 2014 in Asia e in Australia e il 7 febbraio 2014 in Europa. Il 2 giugno 2014 è stato confermato che il gioco sarebbe arrivato anche su PC. Il gioco è stato in sviluppo per 15 mesi e presenta aggiornamenti grafici in molte aree rispetto all'originale come il supporto widescreen nativo, numero di poligoni più elevato, trame più grandi, mappe speculari, illuminazione migliorata, ombre migliorate e una maggiore distanza di disegno/dettaglio.
È uscito per PC su Steam il 12 settembre 2014 e include il supporto per le mod. Al momento dell'uscita ha ottenuto recensioni contrastanti. Molti revisori hanno elogiato la nuova grafica, ma si sono lamentati del fatto che i vecchi bug della versione precedente del gioco non fossero stati risolti. Ha ricevuto il 68% sul sito web di aggregazione delle recensioni Metacritic.